# Heraclia gruenbergi
Heraclia gruenbergi là một loài bướm đêm trong họ Noctuidae.